# 3512 Eriepa
3512 Eriepa eller 1984 AC1 är en asteroid i huvudbältet som upptäcktes den 8 januari 1984 av den amerikanska astronomen Joe Wagner vid Anderson Mesa Station. Den har fått sitt namn efter staden Erie i delstaten Pennsylvania.
Asteroiden har en diameter på ungefär 5 kilometer.